# Jion
Jion (慈恩) (1351-1409) est un moine de la période Sengoku au Japon.    
Jion est le fondateur du style de combat Nen-ryū, célèbre pour la simplicité de sa formule « Frappe avec le bras gauche tendu ». Tout au long de sa vie, Jion a soigneusement formé quatorze disciples; Tsutsumi Hōzan est le 12e: il a été soigneusement formé dans le style de combat jitte. Tsutsumi Hozan a une fois arraché la mâchoire d'un autre disciple. Jion a alors refusé de le revoir. Il était assez strict quant au choix des transmetteurs de ses enseignements. Jion avait inventé un système afin qu'un seul disciple puisse émerger dans chaque fief. Ainsi, à la fin, les quatorze disciples de Jion ont efficacement développé et transmis son art dans quatorze régions différentes. Pour cette raison, de nombreux épéistes célèbres tels que Kamiizumi Nobutsuna et Yagyu Muneyoshi descendraient des enseignements de Jion. On sait que Miyamoto Musashi lui-même a suivi quelque peu certains principes énoncés par le moine Jion. 